# Elektrociepłownie w Bydgoszczy

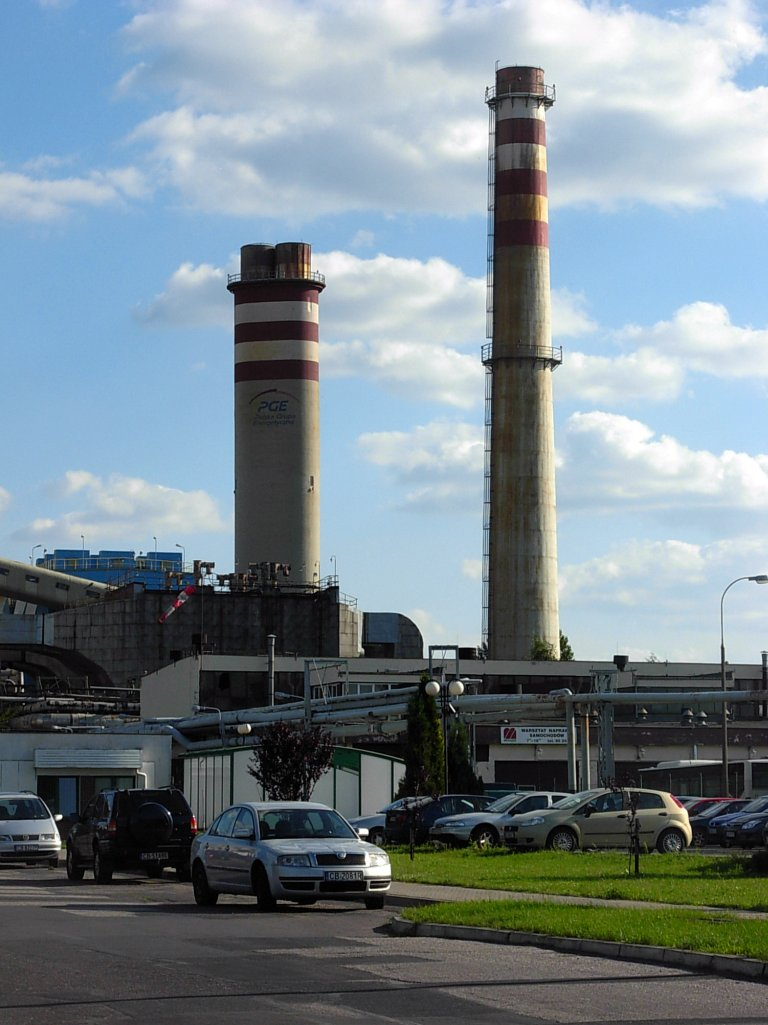
EC II Bydgoszcz na os. Czersko Polskie

Elektrociepłownia w Bydgoszczy – oddział przedsiębiorstwa PGE Energia Ciepła S.A.
W skład Oddziału Elektrociepłowni w Bydgoszczy wchodzą dwie jednostki produkcyjne:
- Elektrociepłownia EC Bydgoszcz I (85-519 Bydgoszcz, ul. Żeglarska 4, 53°08′09,1″N 17°58′57,1″E/53,135861 17,982528)
- Elektrociepłownia EC Bydgoszcz II (85-950 Bydgoszcz, ul. Energetyczna 1, 53°06′18,8″N 18°05′18,9″E/53,105222 18,088583

## Historia
Historia przedsiębiorstwa sięga 1929 roku, kiedy na Jachcicach oddano do eksploatacji pierwszą bydgoską elektrownię miejską. W 1971 r. powołano Zespół Elektrociepłowni Bydgoszcz, w którego skład wchodziła również nowo wybudowana Elektrociepłownia EC Bydgoszcz II w Czersku Polskim. W 1972 r. przejęto również Elektrociepłownię przemysłową Zakładów Chemicznych „Organika-Zachem” – EC III. W latach 1994–2007 Zespół Elektrociepłowni Bydgoszcz funkcjonował jako jednoosobowa spółka Skarbu Państwa. W 2017 r. przeprowadzono rozbiórkę Elektrociepłowni EC Bydgoszcz III.
27 lutego 2007 r. w wyniku prywatyzacji właścicielem ZEC Bydgoszcz zostały Elektrownie Szczytowo-Pompowe S.A. należące do Polskich Sieci Elektroenergetycznych S.A. 30 września 2009 r. prawo własności pakietu większościowego akcji przejęła PGE Polska Grupa Energetyczna S.A. 1 września 2010 r. nastąpiło połączenie 12 spółek Grupy Kapitałowej PGE, w tym ZEC Bydgoszcz, wchodzących w skład linii biznesowej Energetyka Konwencjonalna. Skonsolidowana spółka pod firmą PGE Górnictwo i Energetyka Konwencjonalna Spółka Akcyjna jest jednym z sześciu obszarów biznesowych wchodzących w skład Grupy Kapitałowej PGE. Z dniem 01.01.2019 r. Oddział w Bydgoszczy został przejęty przez PGE Energia Ciepła S.A. (do dnia 31.12.2018 r. należał do PGE GiEK S.A. jako Oddział Zespół Elektrociepłowni Bydgoszcz).

## Zdolności produkcyjne ZEC Bydgoszcz S.A.
|                               | razem  | EC I   | EC II  |
| ----------------------------- | ------ | ------ | ------ |
| moc cieplna osiągalna         | 812 MW | 185 MW | 664MW  |
| moc elektryczna zainstalowana | 241MW  | 14 MW  | 227 MW |
| moc elektryczna osiągalna     | 197MW  | 10 MW  | 187 MW |

Ten potencjał produkcyjny zainstalowany w 3 elektrociepłowniach ZEC Bydgoszcz S.A. zapewnia aglomeracji bydgoskiej:
| 70% | komunalnych potrzeb ciepłowniczych     |
| 90% | przemysłowych potrzeb ciepłowniczych   |
| 60% | zapotrzebowania na energię elektryczną |

## Dane techniczne poszczególnych elektrociepłowni

### Urządzenia produkcyjne EC I
- 4 kotły parowe o łącznej wydajności 110 t/h
- 4 kotły wodne o mocy całkowitej 116 MW
- 2 turbozespoły o mocy zainstalowanej 14 MW.

### Urządzenia produkcyjne EC II
- 4 kotły parowe OP 230[4]: łączna wydajność 920 t/h, osiągalna moc cieplna 664 MW
- 2 turbozespoły przeciwprężne 13 UP55: moc elektryczna 2 × 55 MW
- 1 turbozespół przeciwprężny 13 P32: moc elektryczna 32 MW
- 1 turbozespół przeciwprężny 13 UP50: moc elektryczna 50 MW
- 1 turbozespół kondensacyjny 1 K35: moc elektryczna 35 MW

## Ochrona środowiska
Decyzjami prawnymi Prezydenta Miasta Bydgoszczy i Wojewody kujawsko-pomorskiego działania na rzecz ochrony środowiska przez bydgoskie elektrociepłownie obejmują:
- działania proekologiczne[6]
- ochrona powietrza atmosferycznego[7]
- ochrona wód[8]
- gospodarka odpadami[9]